# Constantin al III-lea Brâncoveanu
Constantin al III-lea Brâncoveanu (alternativ Constantin Logofătul) (1707-1757) a fost unicul copil al lui Constantin al II-lea Brâncoveanu, care era la rândul său primul fiu al lui Constantin Brâncoveanu. Mama sa era Anița Balș, fiica marelui boier moldovean Ioan Balș. Constantin III avea șapte ani când bunicul său, domnul mazilit al Țării Românești, și tatăl său au fost executați la Istanbul, sub domnia lui Ahmed al III-lea, în timpul marelui vizir Gin Ali Pașa. 
Constantin a fost lăsat în viață întrucât era util pentru otomani să aibă moștenitorul lui Brâncoveanu, din moment ce încercau să recupereze averile mobile ale acestuia (sume de bani depuse în bancă). Ion Neculce consemnează că după tragicul sfârșit al înaintașilor săi, Constantin III a fost luat în seraiul împărătesc, urmând să fie turcit, dar ar fi fost scos de sultana Valide, care l-a înapoiat mamei sale. A trăit ca și restul familiei o perioadă ca prizonier în Imperiul Otoman, fiind eliberați cu toții în urma intervențiilor domnului Nicolae Mavrocordat și întorcându-se în Muntenia odată cu noul domn, Ioan Mavrocordat. 
Doamna Marica, bunica lui, s-a ocupat în mod special de el, având grijă ca după stingerea datoriilor către vistieria imperiului lui să îi revină circa jumătate din averea recuperată de ea. Din generația a doua de urmași ai Brâncoveanului, Constantin III a fost singurul care a dus mai departe numele familiei, descendența directă din bărbat în bărbat a domnului muntean stingându-se abia în 1832, cu Grigore Brâncoveanu. 
Constantin III s-a căsătorit cu Maria Coslegianu, având doi fii, Nicolae și Manolache (var. Emanoil). Pe lângă faptul că a reușit să recupereze averea împrăștiată după moartea bunicului său, Constantin a reușit să acceadă în mari demnități în epoca fanariotă, revenindu-i printre altele cea mai înaltă dregătorie, aceea de mare ban.